# Leonie Saint

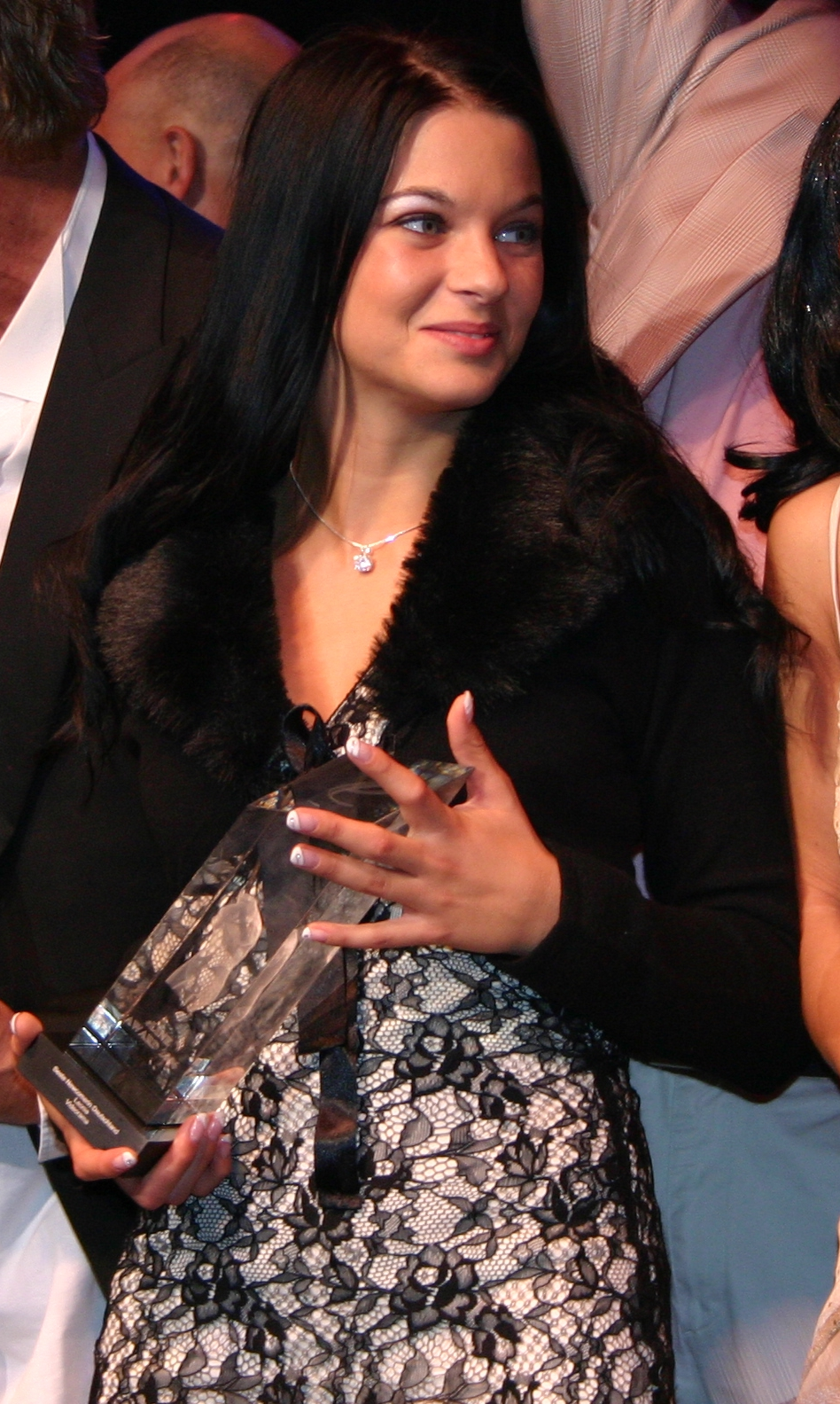
Leonie Saint beim Eroticline Award 2006

Leonie Saint (* 23. April 1986 in Herne; auch als Leonie Luder oder Leoni bekannt, bürgerlich Simone Peschkes, geb. Wassenberg) ist eine ehemalige deutsche Pornodarstellerin.

## Karriere
Saint kam eher zufällig zur Erotikindustrie. Ein ehemaliger Freund und Pornoproduzent ebnete ihr den Weg. Mitte 2005 wurde die Produktionsfirma Videorama auf sie aufmerksam und verpflichtete sie für zwei eigene Produktionen. Ab September 2005 stand Leonie Saint bei der Produktionsgesellschaft Videorama unter Vertrag und trat dort in ihrer eigenen Porno-Serie Leonie auf.
Bei der Venus Berlin 2006 gewann die damals 20-Jährige den Eroticline Award (vormals Venus Award) als beste Newcomerin, im Jahr 2007 denjenigen der Kategorie „Beste Darstellerin Deutschland“.
Am 27. Juli 2007 co-moderierte sie zum ersten Mal die Sendung La Notte auf 9Live und blieb dort eineinhalb Jahre unter Vertrag. 2007 wirkte sie zudem u. a. beim Musikvideo Lover’s Lane der deutschen Horrorpunk-Band The Other mit. Nach drei Jahren in der Erotik-Branche zog sich Saint im Januar 2008 aus dem Bereich zurück. Late-Night-Leonie war ihr letzter Film als Pornodarstellerin.
Danach spielte sie eine kleine Rolle in dem Kinofilm Männersache von Mario Barth, hatte einen Gastauftritt in einem 2010 veröffentlichten Musikvideo der Bloodhound Gang zur Single Screwing You on the Beach at Night, in dem sie beim Sex mit Till Kraemer zu sehen ist. Die jugendfreie Version des Musikvideos ist eine Parodie auf das Musikvideo zu Chris Isaaks Wicked Game.
Des Weiteren moderierte sie bei Sport1 das Sportquiz und wirkte noch an zahlreichen anderen Produktionen und Projekten mit. Sie ist außerdem als Moderatorin, Schauspielerin und Model tätig.
Sie war 2011 in der Reportage Herr Eppert sucht … den Pornostar (Staffel 2; Folge 1) bei zdf neo zu sehen. Im Interview sagte sie, dass sie von der Pornoindustrie desillusioniert sei und im Rückblick eine Pornokarriere nicht wieder beginnen würde. Weiter vermutete sie, von eifersüchtigen Kollegen mit Chlamydien infiziert worden zu sein.
2011 war sie in der Komödie Village People - Voll Porno zu sehen.
Später arbeitete sie unter ihrem Künstlernamen Leonie Saint zeitweise als Webcam-Girl.

## Privates
Im Jahr 2009 wurde sie Mutter einer Tochter. Seit 2012 ist sie mit dem Vater ihrer Tochter verheiratet.

## Auszeichnungen
- Eroticline Award 2006 – Beste Newcomerin Deutschland
- Eroticline Award 2007 – Beste Darstellerin Deutschland

## Filmografie
- DBM – Freetour Amateure 37
- Inflagranti – Inflagranti Highlights – Best of Sex im Freien
- Tabu – Loulou’s steile Bumskarriere Schweizer Art
- Videorama – Harry S. Morgan – Private Camera 1
- Videorama – Harry On Tour 3

2005:
- Secret Suite Productions – No Cut 55
- Inflagranti – Jana Bach: Von Null auf 100!
- Inflagranti – Die Straßenficker – Sommer-Sause!
- Inflagranti – Die Straßenficker – Gut Drauf, tief drin!
- Magma – Verbotene Triebe
- Videorama – Teeny Bootcamp
- Videorama – Fuck-Club – Die Schwanzmelkerinnen
- Videorama – Fickfleisch – Saftige Fotzen am Spieß
- Videorama – Maximum Perversum 87 – Tropfnass
- Videorama – Harry S. Morgan – Damen-Klo

2006:
- Videorama – Extrem – Bizarr Party
- Videorama – Vivian Schmitt – Der Hacker
- Videorama – Schulmädchen – Junge Gören ficken gern
- Videorama – Misses XXX
- Videorama – Leonie – Bett–Geflüster
- Videorama – Leonie – Lippen-Bekenntnisse eines Teenagers
- Videorama – Leonie – Mein Jungfernflug
- Videorama – Leonie – Jetzt komm' ich
- Videorama – Maximum Perversum 88 – Skandal Report
- Videorama – Teeny Exzesse 78: Pinsel & Palette

2007:
- Videorama – Leonie – Sperma auf der Zunge
- Videorama – Leonie – Das Beste von Leonie
- Videorama – Leonie – Die Kolben-Fresserinnen
- Videorama – Leonie – Extrascharf
- Videorama – Leonie – Kaliber 39
- Videorama – Leonie – Das Beste von Leonie 2
- Videorama – Leonie – Das Biest

2008:
- Videorama – Leonie – Faust & Sekt
- Videorama – Leonie – Das Beste von Leonie 3
- Videorama – Leonie – Late-Night-Leonie
- Videorama – Leonie – Das Beste von Leonie 4

2009
- Videorama – Leonie – Good Bye, Leonie
- Videorama – Leonie – Das Beste von Leonie 5
- Videorama – Leonie – Das Beste von Leonie 6

### Nichtpornofilme
- 2011: Village People – Voll Porno